# جزایر دونای
جزایر دونای (روسی: Острова Дунай) گروهی از جزیره‌ها در شمال استان یاقوتستان کشور روسیه است.